# All-Star Game de la NBA 1963
El 13º All-Star Game de la NBA de la historia se disputó el día 16 de enero de 1963 en el Los Angeles Memorial Sports Arena de la ciudad de Los Ángeles, California. El equipo de la Conferencia Este estuvo dirigido por Red Auerbach, entrenador de Boston Celtics y el de la Conferencia Oeste por Fred Schaus, de Los Angeles Lakers. La victoria correspondió al equipo del Este, por 115-108, siendo elegido MVP del All-Star Game de la NBA el pívot de los Boston Celtics Bill Russell en la única vez en su carrera que consiguió el galardón, y que consiguió 19 puntos y 24 rebotes. La franquicia de los Warriors se trasladó a San Francisco, por lo que su gran figura Wilt Chamberlain disputaría este All-Star con la camiseta de la Conferencia Oeste, lo que ofreció a los espectadores un deseado duelo con el pívot de los Celtics, que acabó decantándose a favor de este último. Chamberlain por su parte anotó 17 puntos y cogió 19 rebotes.

## Estadísticas

### Conferencia Oeste
| CONFERENCIA OESTE               |     |     |     |     |     |     |     |     |
| Jugador, Equipo                 | MIN | TCA | TCI | TLA | TLI | REB | AST | PTS |
| Walt Bellamy, Chicago           | 14  | 1   | 4   | 0   | 2   | 1   | 2   | 2   |
| Bob Pettit, St. Louis           | 32  | 7   | 16  | 11  | 12  | 13  | 0   | 25  |
| Wilt Chamberlain, San Francisco | 35  | 7   | 11  | 3   | 7   | 19  | 0   | 17  |
| Jerry West, Los Ángeles         | 32  | 5   | 15  | 3   | 4   | 7   | 5   | 13  |
| Elgin Baylor, Los Ángeles       | 36  | 4   | 15  | 9   | 13  | 14  | 7   | 17  |
| Tom Meschery, San Francisco     | 8   | 1   | 3   | 1   | 2   | 1   | 1   | 3   |
| Don Ohl, Detroit                | 12  | 1   | 4   | 1   | 1   | 0   | 2   | 3   |
| Lenny Wilkens, St. Louis        | 25  | 2   | 7   | 0   | 1   | 2   | 3   | 4   |
| Bailey Howell, Detroit          | 11  | 2   | 3   | 0   | 0   | 1   | 1   | 4   |
| Rudy LaRusso, Los Ángeles       | 11  | 3   | 3   | 0   | 0   | 1   | 2   | 6   |
| Terry Dischinger, Chicago       | 7   | 3   | 3   | 1   | 1   | 1   | 0   | 7   |
| Guy Rodgers, San Francisco      | 17  | 3   | 6   | 1   | 2   | 2   | 4   | 7   |
| Totales                         | 240 | 39  | 90  | 30  | 45  | 62  | 27  | 108 |

MIN: Minutos. TCA: Tiros de campo anotados. TCI: Tiros de campo intentados. TLA: Tiros libres anotados. TLI: Tiros libres intentados. REB: Rebotes. AST: Asistencias. PTS: Puntos

### Conferencia Este
| CONFERENCIA ESTE            |                                           |                                           |                                           |                                           |                                           |                                           |                                           |                                           |
| Jugador, Equipo             | MIN                                       | TCA                                       | TCI                                       | TLA                                       | TLI                                       | REB                                       | AST                                       | PTS                                       |
| Jack Twyman, Cincinnati     | 16                                        | 6                                         | 12                                        | 0                                         | 0                                         | 4                                         | 1                                         | 12                                        |
| Tom Heinsohn, Boston        | 21                                        | 6                                         | 11                                        | 3                                         | 4                                         | 2                                         | 1                                         | 15                                        |
| Bill Russell, Boston        | 37                                        | 8                                         | 14                                        | 3                                         | 4                                         | 24                                        | 5                                         | 19                                        |
| Oscar Robertson, Cincinnati | 37                                        | 9                                         | 15                                        | 3                                         | 4                                         | 3                                         | 6                                         | 21                                        |
| Bob Cousy, Boston           | 25                                        | 4                                         | 11                                        | 0                                         | 0                                         | 4                                         | 6                                         | 8                                         |
| Johnny Kerr, Syracuse       | 11                                        | 0                                         | 4                                         | 2                                         | 2                                         | 2                                         | 1                                         | 2                                         |
| Lee Shaffer, Syracuse       | 19                                        | 6                                         | 13                                        | 0                                         | 0                                         | 1                                         | 1                                         | 12                                        |
| Johnny Green, New York      | 27                                        | 6                                         | 8                                         | 1                                         | 1                                         | 5                                         | 0                                         | 13                                        |
| Tom Gola, New York          | 18                                        | 1                                         | 3                                         | 0                                         | 0                                         | 2                                         | 1                                         | 2                                         |
| Hal Greer, Syracuse         | 15                                        | 3                                         | 7                                         | 0                                         | 0                                         | 3                                         | 2                                         | 6                                         |
| Richie Guerin, New York     | 14                                        | 2                                         | 3                                         | 1                                         | 3                                         | 1                                         | 1                                         | 5                                         |
| Wayne Embry, Cincinnati     | Seleccionado pero no jugó por una lesión. | Seleccionado pero no jugó por una lesión. | Seleccionado pero no jugó por una lesión. | Seleccionado pero no jugó por una lesión. | Seleccionado pero no jugó por una lesión. | Seleccionado pero no jugó por una lesión. | Seleccionado pero no jugó por una lesión. | Seleccionado pero no jugó por una lesión. |
| Totales                     | 240                                       | 51                                        | 101                                       | 13                                        | 18                                        | 51                                        | 25                                        | 115                                       |

MIN: Minutos. TCA: Tiros de campo anotados. TCI: Tiros de campo intentados. TLA: Tiros libres anotados. TLI: Tiros libres intentados. REB: Rebotes. AST: Asistencias. PTS: Puntos